# Hakenkreuzwald bei Zernikow
Als Hakenkreuzwald wurde eine in den 1990er Jahren bekanntgewordene, aus Lärchen bestehende Anpflanzung in Hakenkreuzform bezeichnet. Die Pflanzung befand sich in einem Waldstück in der Kutzerower Heide bei Zernikow in der Uckermark. Als das NSDAP-Symbol 1992 entdeckt wurde, kam es zu internationalen Verstimmungen.

## Entstehung
Die Entstehungsgeschichte der Anpflanzung ist ungeklärt. Gesichert ist, dass die ursprünglich rund 100 bis 140 Lärchen in Form einer Swastika mit den Ausmaßen 60 × 60 Meter in sechs je sechs Meter breiten Reihen im Jahr 1938 gesetzt wurden. Zur gleichen Zeit wurden auch die umgebenden Kiefern auf der bis dahin kahlen Fläche gepflanzt.
Ab den 1990er Jahren wurden unterschiedliche Begründungen für die Pflanzung veröffentlicht. So könnten der damalige Forstbesitzer (Hans von Wedel) oder sein Förster (Walter Schmidt) das Setzen der Lärchen angewiesen haben. Ein Anwohner erklärte, er habe als Kind auf Anordnung des Försters die Bäume gepflanzt. Anlass könnten die Verärgerung über einen der NSDAP gegenüber kritisch eingestellten Gutsbesitzer oder die Bekundung der Linientreue nach Verhaftung eines Ortsbewohners gewesen sein, weil er trotz Verbot den Sender BBC abhörte. Ein anderes Gerücht besagt, ein Kreisleiter der NSDAP habe die Pflanzung des Waldes zu Ehren von Hitlers Geburtstag angeordnet. Die Berliner Zeitung berichtete schließlich, das Symbol sei als Dank an den Reichsarbeitsdienst angelegt worden, der die Dorfstraße gebaut hatte.

## Wirkung

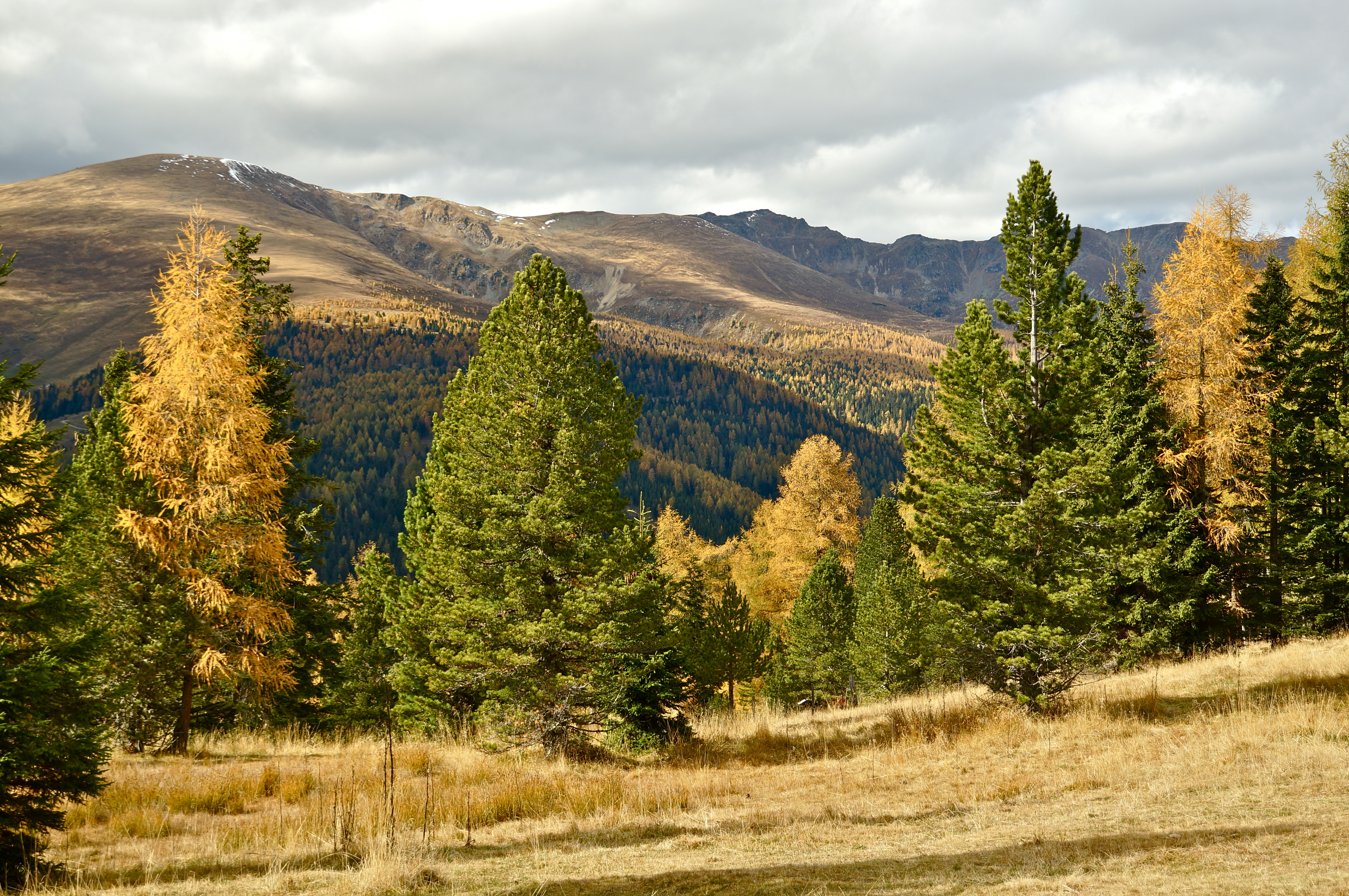
Gelbgefärbte Lärchen zwischen grünen Fichten und Kiefern im Herbst (Das Foto zeigt nicht die Pflanzung bei Zernikow)

Lärchen sind Nadelbäume, die zu den seltenen nicht-immergrünen Gattungen gehören. Sie sind im Sommer grün und werfen im Spätherbst ihre nadelförmigen Blätter ab, nachdem sich diese zunächst gelb verfärbt haben. Im Frühjahr treiben sie wieder aus, die jungen Triebe sind kurze Zeit hellgrün. Besonders im Herbst und im Frühjahr unterscheidet sich damit die Farbe der Lärchennadeln deutlich von denen anderer Nadelbäume. Vom Boden aus sind etwaige aus unterschiedlichen Baumgattungen bestehende Strukturen nicht erkennbar. Aus der Luft fallen Formationen, die aus immergrünen und sommergrünen Nadelbäumen gebildet werden, jahreszeitenabhängig unterschiedlich stark auf.

## Entdeckung und Teilabholzung
Über das Symbol wurde bis zu den 1990er Jahren nichts bekannt. Nach Angaben der BBC wussten die kommunistischen Machthaber zwar davon, behielten es aber für sich. Auch Piloten von Agrarflugzeugen, die hier häufig flogen, meldeten die Anpflanzung nicht. Erst 1992 bemerkte ein Mitarbeiter eines Landschaftsbauunternehmens bei der Suche von Bewässerungsstrukturen auf Luftbildaufnahmen das Hakenkreuz im Wald. Nationale und internationale Presse griffen den Vorgang auf. Französische Journalisten besuchten Zernikow und mieteten ein Flugzeug, um die Kutzerower Heide zu überfliegen. Die Tageszeitung Le Figaro veröffentlichte daraufhin einen Artikel zu dem Waldstück. Der Hakenkreuzwald wurde nun zu einem Politikum. Frankreichs Staatspräsident François Mitterrand intervenierte bei Bundespräsident Roman Herzog, der deshalb bei der Brandenburger Landesregierung auf Abhilfe drang.
Das Fällen der Bäume erwies sich aufgrund der komplizierten Eigentumsverhältnisse als schwierig. Erst 1995 ließ das zuständige Forstamt einen Teil der Bäume schlagen, um das Hakenkreuz unkenntlich zu machen. Es verblieben 57 Lärchen.

## Zweite Abholzung
Im Jahr 2000 veröffentlichte die Bildagentur Reuters eine aktuelle Luftaufnahme des Waldstücks. Trotz der Teilabholzung im Jahr 1995 bildeten die verbliebenen 57 Bäume ein zwar nicht mehr komplettes, aber dennoch deutlich erkennbares, gelbes Hakenkreuz (siehe Link zum Foto oben). Es folgte erneut Berichterstattung in nationalen und internationalen Medien; die Chicago Tribune schrieb laut einem Spiegel-Artikel, solch ein Hakenkreuzwald sei „wenig hilfreich für eine Region, die oft mit rassistischer Gewalt Schlagzeilen macht“.
Am 4. Dezember 2000 wurden deshalb weitere 25 Bäume geschlagen. Auch diese Fällung wurde durch Streit um Besitzverhältnisse, dadurch entstehende Vermögensverluste sowie Vorverkauf des Holzes erschwert. Ein Teil des Waldstücks und damit auch der Lärchen war Privatbesitz, ein Teil wurde von der bundeseigenen Bodenverwertungs- und Verwaltungsgesellschaft bewirtschaftet. Letztere hatte sich aus wirtschaftlichen Gründen gegen einen Kahlschlag der Anpflanzung ausgesprochen.

## Weitere Hakenkreuz-Anpflanzungen
Auch in anderen Gegenden des Deutschen Reiches wurden in den 1930er Jahren NS-Symbole gepflanzt. Nach Ansicht eines Vertreters des Brandenburger Forstwirtschaftsministeriums sei das Mode unter linientreuen Förstern gewesen. Unter anderem im hessischen Asterode entstanden solche Figurenpflanzungen, die sich als Machtsymbole auf die Zukunft des nationalsozialistischen Deutschlands richteten.
Ebenso finden sich Waldungen in Form von Swastiken außerhalb des früheren Deutschen Reiches; so gibt es in Kirgisistan ein Waldstück mit einem angepflanzten Hakenkreuzsymbol, zu dessen Entstehungsgeschichte die New York Times im Jahr 2006 ergebnislos recherchierte.